# Into the Grave
Into the Grave är det svenska death metal-bandet Graves debutalbum, utgivet 1991. Bandet hade tidigare samma år gett ut en EP, Anatomia Corporis Humani, på tyska MBR Records, men inför det första fullängdsalbumet hade Grave skrivit kontrakt med Century Media Records. Albumet spelades in i Sunlight Studios och producerades av Tomas Skogsberg. Graves debutalbum blev väl mottaget och bandet turnerade under september med amerikanska death metal-bandet Malevolent Creation och senare under hösten gjorde de ett antal spelningar som förband till svenska Entombed. 
Century Media återutgav Into the Grave i september 2001 tillsammans med en bonus-cd innehållande låtarna från EP:n Tremendous Pain (1991), samt några spår från tidiga demoutgåvor. På den europeiska utgåvan finns även ett videospår med låten "Soulless" från albumet med samma namn från 1992.

## Låtlista
1. "Deformed" – 4:07
2. "In Love" – 3:36
3. "For Your God" – 3:46
4. "Obscure Infinity" – 3:08
5. "Hating Life" – 3:02
6. "Into the Grave" – 4:09
7. "Extremely Rotten Flesh" – 4:36
8. "Haunted" – 3:39
9. "Day of Mourning" – 3:35
10. "Inhuman" – 3:52
11. "Banished to Live" – 3:51

### Extra spår på återutgivning 2001
1. "Tremendous Pain" – 3:29
2. "Putrefaction Remains" – 2:53
3. "Haunted" – 3:29
4. "Day of Mourning" – 3:34
5. "Eroded" – 3:16
6. "Inhuman" – 3:39
7. "Obscure Infinity" – 3:12

## Banduppsättning
- Jörgen Sandström - gitarr, sång
- Ola Lindgren - gitarr
- Jens "Jensa" Paulsson - trummor
- Jonas Torndal - bas